# M/S Mälarö

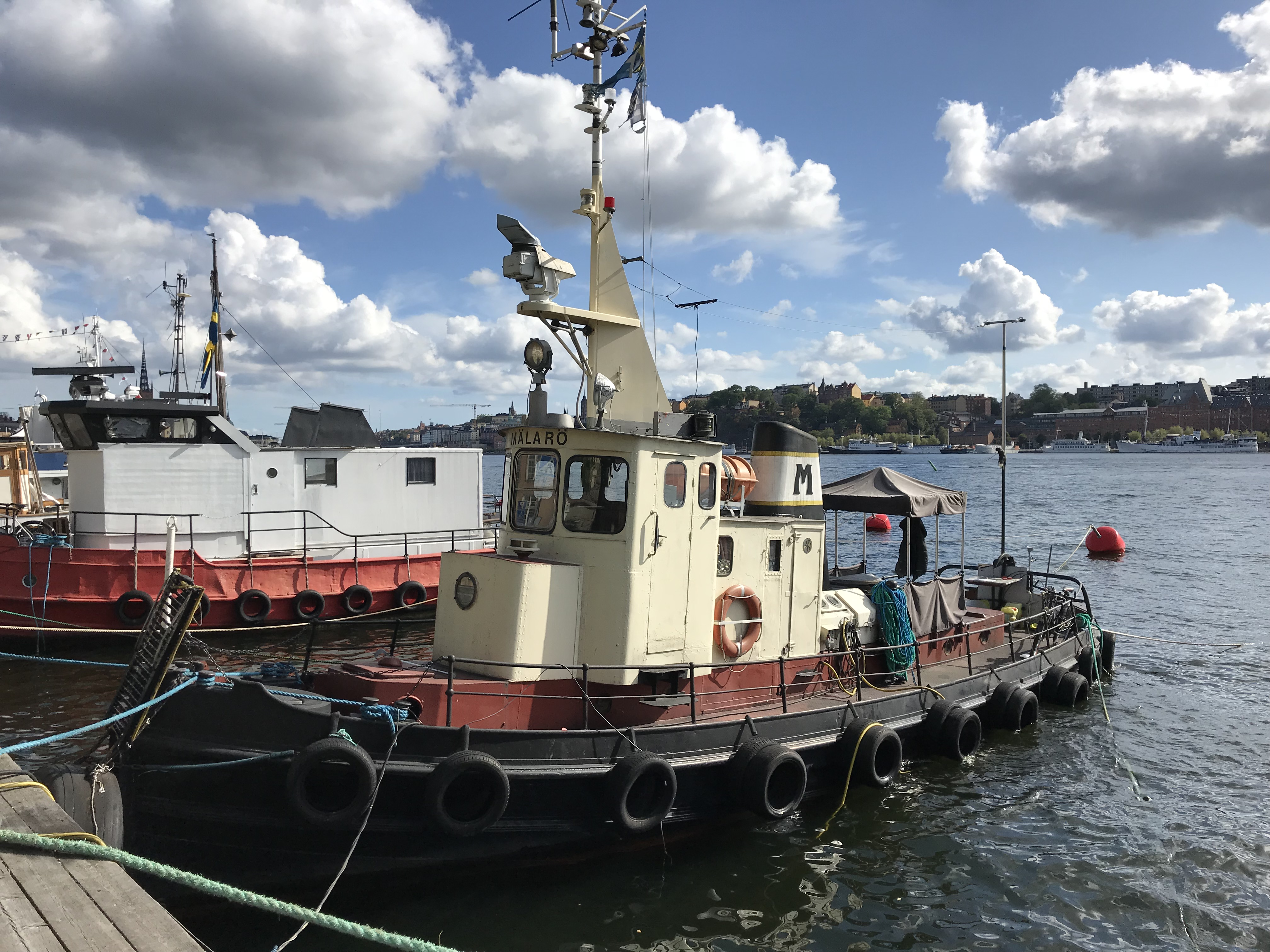
M/S Mälarö vid Norr Mälarstrand i Stockholm i september 2018

Bogserbåten Mälarö är en svensk bogserbåt, som byggdes 1922 av Thorskogs varv i Lilla Edets kommun.
Bogserbåten Mälarö byggdes för Linans Tegelbruk i Södertälje. Från 1955 var hon timmerbogserare med Köping som hemmahamn. Hon användes senare som dyk- och bogserbåt till 1986 och är numera ett fritidsfartyg med hemmahamn i Stockholm.
Hon är k-märkt.